# Lijst van voetbalinterlands Albanië - Armenië (vrouwen)
Deze lijst van voetbalinterlands is een overzicht van alle officiële voetbalwedstrijden tussen de nationale vrouwenteams van Albanië en Armenië. De landen hebben tot nu toe twee keer tegen elkaar gespeeld.

## Wedstrijden
| № | Plaats  | Datum           | Competitie           | Wedstrijd         | Uitslag |
| - | ------- | --------------- | -------------------- | ----------------- | ------- |
| 1 | Elbasan | 21 oktober 2021 | WK 2023 kwalificatie | Albanië − Armenië | 5 − 0   |
| 2 | Armavir | 12 april 2022   | WK 2023 kwalificatie | Armenië − Albanië | 0 − 4   |

## Samenvatting
| Competitie      | Totaal gespeeld | Winst Albanië | Gelijk | Winst Armenië | Doelsaldo Albanië – Armenië |
| --------------- | --------------- | ------------- | ------ | ------------- | --------------------------- |
| WK kwalificatie | 2               | 2             | 0      | 0             | 9 − 0                       |
| Totaal          | 2               | 2             | 0      | 0             | 9 − 0                       |